# Liste der Monuments historiques in Jasseines
Die Liste der Monuments historiques in Jasseines führt die Monuments historiques in der französischen Gemeinde Jasseines auf.

## Liste der Objekte
| Bezeichnung                   | Beschreibung                               | Standort                                | Kennzeichnung | Schutzstatus | Datum | Bild |
| ----------------------------- | ------------------------------------------ | --------------------------------------- | ------------- | ------------ | ----- | ---- |
| Skulptur Christus in der Rast | Kalkstein, farbig gefasst, 16. Jahrhundert | in der Kirche St-Pierre-ès-Liens (Lage) | PM10000932    | Classé       | 1961  |      |
| Skulptur Petrus               | Kalkstein, farbig gefasst, 17. Jahrhundert | in der Kirche St-Pierre-ès-Liens (Lage) | PM10000933    | Classé       | 1961  |      |
| Skulptur Paulus               | Kalkstein, farbig gefasst, 17. Jahrhundert | in der Kirche St-Pierre-ès-Liens (Lage) | PM10000934    | Classé       | 1961  |      |